# Хипопнеја
Хипопнеја (лат. hypopnoea) је поремећај дисања који се карактерише до 50% мањим дисајним (тидал) волуменом, због смањене фреквенције (брадипнеја) и/или дубине дисања, које траје дуже од 10 сек. 

## Етиологија
Дисање је физиолошки процес који подразумева размену гасова између тела и спољашње средине. Педантно избалансиран систем у телу обезбеђује уредан процес дисања, испоручујући довољно кисеоника ткивима за производњу енергије и ефикасно уклањање угљен-диоксида. Упркос својој беспрекорној природи, дисање је подложно абнормалностима које оспоравају његову ефикасност. Поремећаји дисања као што је хипопнеја могу значајно утицати на живот пацијента нарушавањем размене гасова, што доводи до смањеног снабдевања кисеоником и накупљања угљен-диоксида.

## Патофизиологија
Хипопнеја се карактерише смањењем респираторне фреквенце (брадипнеја) и тидал волумена или потпуном транзиторном инхибицијом инспирације (апнеја). Апнејом се сматра свака пауза у дисању која траје дуже од 3 секунде. Најзначајнија карактеристика хипопнеје је продужење времена трајања експиријум које се огледа у одложеном почетку првог дисајног циклуса након дејства стимулусу из дисајног центра. Након паузе која је зависна од дејства нервног стимулуса из дисајног центра, дисање се поново успоставља уз снижен тидал волумен али се већ после неколико циклуса нормализује и враћа на почетне вредности.
Респираторни одговори типа хипопнеје или апнеје у бројним истраживањима добијени су након микроинјекција глутамата у подручју вентралног Kölliker-Fuse једра и уском појасу између моторног и принципалног сензитивног једра нервус тригеминуса које се дефинише као интертригеминални регион.

## Клиничка слика
Најчешћи симптоми који доминирају клиничком сликом хипопнеје су;
- Прекомерна поспаност, што је резултат сталних прекида сна.
- Звучне манифестације у току сна; тешко хркање које се смењује са начујним периодима (нормалног дисања кроз уста и нос).
- Наизменично смењивање периоди нормалног дисања (који могу да трају 20 секунди или дуже) са хипопнејом или апнејом и могу се јавити много пута у току сваког сата, што резултује лошим сном и смањењним нивоом кисеоника у крви.

Остали симптоми хипопнеје укључују:
- Депресија
- Заборавност
- Промена расположење или понашања
- Невољна концентрација
- Губитак енергије
- Нервоза
- Јутарње главобоље

Код болесника са хипопнејом нису истовремено присутни сви наведени симптоми, као што ни сви људи са овим симптоме не пате од хипопнеје.

## Дијагноза
У контексту дијагнозе и лечења поремећаја спавања, хипопнеја се не сматра клинички значајном осим ако нема 30% или већег смањења протока у трајању од 10 секунди или дуже и повезаног 4% или веће десатурације нивоа О2 у крви пацијента. или ако то резултује узбуђењем или фрагментацијом сна.
Директна последица хипопнеје (као и апнеје) је повећање угљен-доксида у крви и смањење нивоа кисеоника у крви пацијента сразмерно тежини опструкције дисајних путева. Овај ометајући образац дисања ствара посебен обрасце спавања, чије последице су:
- повећан умор,

- летаргија,

- смањена способност концентрације,

- повећана раздражљивост,

- јутарње главобоље.

У основи, особе са хипопејом су изузетно уморне због немогућности да се добро наспају.
Хипопнеја може бити или централна, као део раста и слабљења напора дисања, или опструктивног порекла. Током опструктивне хипопнеје, у поређењу са опструктивном апнејом, дисајни пут је само делимично затворен. Међутим, ово затварање је и даље довољно да изазове физиолошки ефекат, десатурацију кисеоником и/или повећање напора дисања које се завршава узбуђењем.
Индекс хипопнеје (ИХ) се може израчунати тако што се број догађаја хипопнеје током периода спавања подели са бројем сати сна. 
Апнеја-хипопнеја индекс (АХИ) - је индекс тежине поремећаја спавања који комбинује апнеју и хипопнеју. Комбиновањем оба облика добија се општа тежину апнеје у сну, укључујући поремећаје спавања и десатурације (низак ниво кисеоника у крви).
Индекс апнеје-хипопнеје, као и индекс апнеје и индекс хипопнеје, израчунава се дељењем броја апнеја и хипопнеја са бројем сати сна. 
Индекс респираторних поремећаја (ИРП) други је индекс који се користи за мерење апнеје у Он је  сличан ИАХ, међутим, ИРП такође укључује респираторне догађаје који технички не испуњавају дефиниције апнеје или хипопнеје, као што је узбуђење повезано са респираторним напором (УПРН), које омета сан.

## Терапија

### Опструктивна хипопнеја
Један од третмана за опструктивну хипопнеју је континуирани позитивни притисак у дисајним путевима (ЦПАП). ЦПАП је третман у коме пацијент носи маску преко носа и/или уста. Дуваљка гура ваздух кроз горње дисајне путеве. Притисак ваздуха је подешен тако да је довољан да се одржи задовољавајући ниво засићења кисеоником у крви.
Други третман је понекад прилагођени орални апарат, за оне који их више воле од ЦПАП и имају благу до умерену апнеју за време спавања или оне који не реагују или не могу да носе ЦПАП. 
Оралне апарате треба израдити по мери стоматолог са обуком из стоматолошке медицине за спавање. 
Блага опструктивна хипопнеја се често може лечити губитком телесне тежине или избегавањем спавања на леђима. Такође, престанак пушења и избегавање алкохола, седатива и хипнотика (спорифика) пре спавања може бити прилично ефикасан. 
Операција је генерално последње средство у лечењу хипопнеје, у којој је опција за горње дисајне путеве специфична лоикација. У зависности од узрока опструкције, операција се може фокусирати на меко непце, увулу, крајнике, аденоиде или језик. Постоје и сложеније операције које се раде уз прилагођавање других коштаних структура – костију уста, носа и лица.

### Централна хипопнеја
Људи са неуромускуларним поремећајима или хиповентилационим синдромима који укључују неуспешан респираторни погон доживљавају централну хиповентилацију. Најчешћи третман за овај облик је употреба неинвазивне вентилације као што је машина са позитивним притиском у дисајним путевима.

## Компликације
Ако се хипопнеја не лечи правовремено и правилно, може изазвати озбиљне здравствене проблеме који се могу испољити као:
- Импотенција
- Когнитивна дисфункција
- Губитак памћења
- Хипертензија
- Коронарна артеријска болест
- Срчани напади, ангинозних болова
- Срчани удар